# Herman F. Zimmerman
Herman F. Zimmerman (* 19. April 1935 in Springfield, Illinois) ist ein US-amerikanischer Artdirector und Szenenbildner. Vor allem ist er durch seine Arbeit bei den Star-Trek-Fernsehserien und -Filmen bekannt.

## Werdegang
Ursprünglich wollte Herman Zimmerman Schauspieler werden und studierte deshalb an der Northwestern University Schauspiel und Regie, wechselte dann aber zur Bühnentechnik und wurde nach Abschluss des Studiums an der dortigen Universität Dozent für Drama. Neben der Tätigkeit als Dozent arbeitete er auch als technischer Direktor und Bühnenbildner am dortigen Theater. Seine Karriere im Fernsehen begann Herman Zimmerman 1965 als stellvertretender Artdirector bei den NBC Studios mit der Serie Zeit der Sehnsucht. In den Jahren 1971 bis 1989 arbeitete er als Artdirector an verschiedenen Fernsehserien, Dramen, Thrillern und anderen Produktionen. Zu Paramount Pictures wechselte er im Jahr 1987 mit dem Start der Science-Fiction-Fernsehserie Raumschiff Enterprise: Das nächste Jahrhundert. Weiterhin war er auch Szenenbildner bei den Serien Deep Space Nine, Enterprise und bei den Kinofilmen von Star Trek V: Am Rande des Universums bis Star Trek: Nemesis. Anfang der 1990er war er auch als Berater tätig und unterstützte das Paramount Park Design and Entertainment Team bei der Anpassung der durch die Paramount Communication erworbenen Themenparks. 1995 konzipierte er die Star-Trek-Ausstellung Star Trek Exhibition für Edinburgh (Schottland), die dann als mobiles Museum drei Jahre lang an verschiedenen Orten in Europa die Geschichte von Star Trek präsentierte. Weiterhin war er auch als Berater für die Ausstellung bzw. Besucherattraktion Star Trek Experience im Las Vegas Hilton tätig.

## Auszeichnungen
Herman Zimmerman wurde 4-mal für einen Emmy nominiert, und zwar im Bereich Outstanding Art Direction for a Series in den Jahren 1993, 1997, 1998 und 1999; gewonnen hat er ihn jedoch nicht. Die Nominierungen gab es ausnahmslos für die Fernsehserie Deep Space Nine. Allerdings wurde ihm von der Art Directors Guild (ADG) für diese Serie der Excellence in Production Design Award (1997) und für sein Lebenswerk der Lifetime Achievement Award (2013) verliehen.